# Vigna lanceolata
Vigna lanceolata là một loài cây bản địa Úc. Đây là loài cây thực phẩm quan trọng của thổ dân Úc, họ ăn rễ cây màu trắng.